# Mex Raguse
Mex Raguse (* 7. Dezember 1999 in Berlin, Deutschland) ist ein deutscher Handballspieler, der für den deutschen Zweitligisten HBW Balingen-Weilstetten aufläuft.

## Karriere

### Im Verein
Raguse begann das Handballspielen im Alter von vier Jahren in seiner Geburtsstadt beim OSC Schöneberg. In der C-Jugend wechselte er zum Stadtrivalen Füchse Berlin. Mit den Füchsen Berlin gewann er 2015 und 2016 die deutsche B-Jugendmeisterschaft sowie 2018 die deutsche A-Jugendmeisterschaft.
Raguse schloss sich im Sommer 2018 dem Zweitligisten ASV Hamm-Westfalen an. Im Februar 2019 wurde Raguse von der ASV-Geschäftsführung freigestellt. Bis zu diesem Zeitpunkt warf er 40 Tore in 22 Zweitligaspielen. Ab dem Sommer 2019 stand er beim Zweitligisten VfL Lübeck-Schwartau unter Vertrag. Im November desselben Jahres zog sich Raguse im Zweitligaspiel gegen die DJK Rimpar einen Kreuzbandriss zu, woraufhin er ein Jahr pausierte. Zur Saison 2023/24 wechselte Mex Raguse zu den Eulen Ludwigshafen. Im Sommer 2025 schloss er sich dem Verein HBW Balingen-Weilstetten an.

### In Auswahlmannschaften
Raguse gewann mit der Berliner Landesauswahl den DHB-Länderpokal 2015. Später absolvierte er drei Länderspiele für die deutsche Juniorennationalmannschaft.